# Hoogspanningslijn Geertruidenberg-Eindhoven

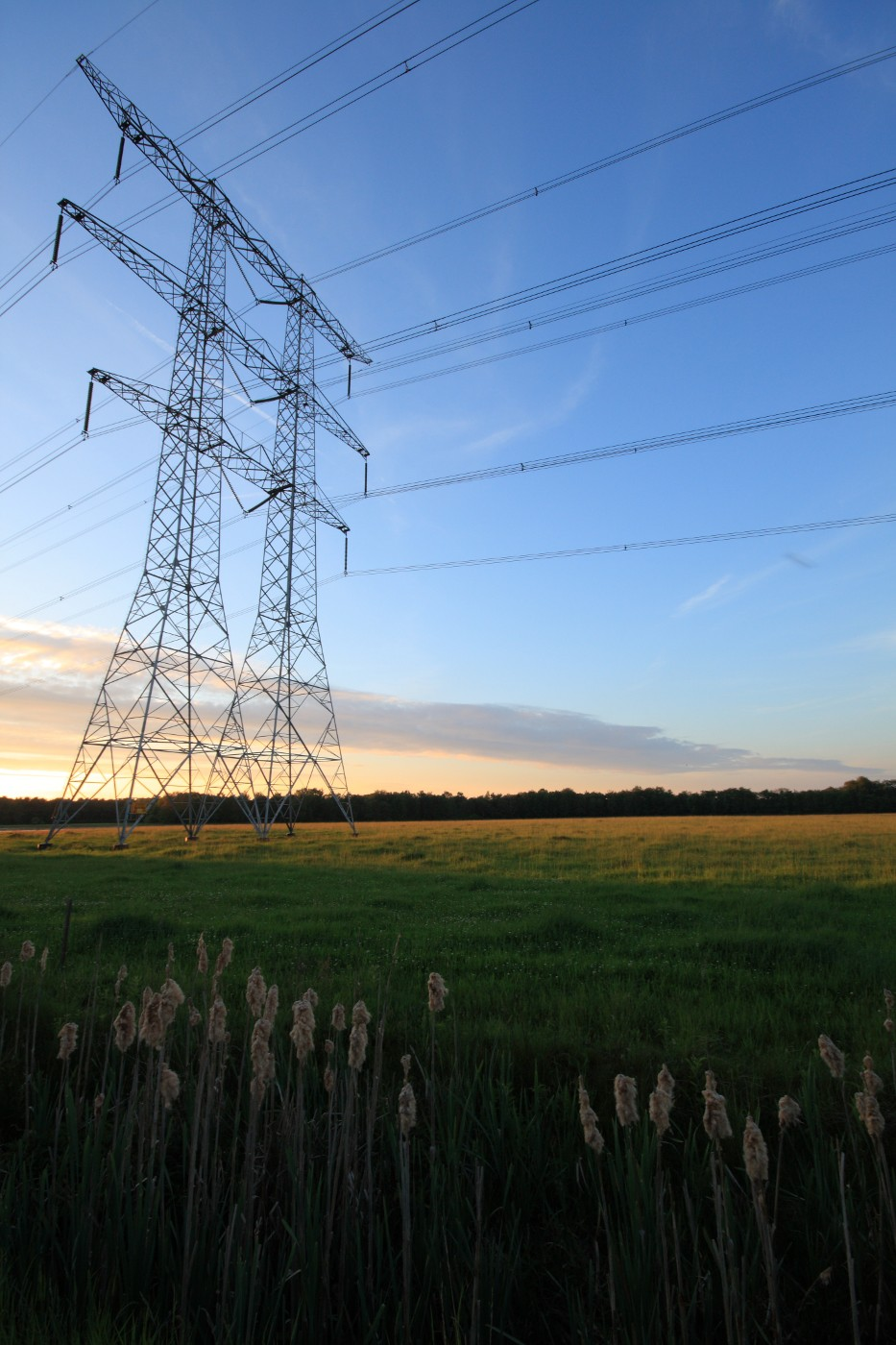
Dubbele mast ter hoogte van Tilburg

De hoogspanningslijn Geertruidenberg-Eindhoven is een hoogspanningsleiding tussen de Nederlandse plaatsen Geertruidenberg en Eindhoven. De lijn verbindt het onderstation van Geertruidenberg met dat van Eindhoven-Oost en in Geertruidenberg is de Amercentrale aangesloten. De bedrijfsspanning van de lijn bedraagt 380 kV en het vermogen is 3 × 1645 MVA. De lijn bestaat uit ongeveer 180 masten, is 63,6 km lang en een onderdeel van het landelijke hoogspanningsnet.
De oorspronkelijke lijn is volgens oude netkaarten rond 1931 aangelegd. De eerste hoogspanningsmasten waren van het type ET en werden per portaal dubbel uitgevoerd. Hierdoor had iedere mast twee 'poten'. De lijn werd rond 1968 verzwaard naar 380 kV. De masten werden toen door 59,6 m hoge masten vervangen van het type Dennenboommodel en ze werden dubbel uitgevoerd.

## Websites
- HoogspanningsNet. informatie over hoogspanning in Nederland

Aarle Rixtel-Helmond Oost  .
Boxmeer-Dodewaard   · 
Geertruidenberg-Eindhoven · 
Geertruidenberg-Krimpen  .  
Maasbracht-Boekend  · 
Maasbracht-Boxmeer  .
Maasbracht-Dodewaard  · 
Maasbracht-Eindhoven  ·  
Oss-Uden  .
Uden-Aarle Rixtel  .